# Викимарт
Wikimart — бывший российский онлайн-торговый центр. С сентября 2011 года был запущен собственный интернет-магазин «Викимарт», который по состоянию на 2014 год генерировал треть оборота.
В конце 2016 года прекратил деятельность.

## История
Компания была оформлена в виде нескольких юридических лиц:
1. ООО «Викимарт» ОГРН 5087746022250, создано 26.08.2008
2. The limited liability company «WIKIMART LIMITED», LIMASSOL, CYPRUS, создана 21.04.2010
3. ООО «Викимарт Технологии» ОГРН 1147746028320, создано 21.01.2014
4. ООО «Викимарт — управление активами» ОГРН 1147746909090, создано 11.08.2014, ликвидировано 09.04.2018
5. ООО «Викимарт Бизнес» ОГРН 5167746286505, создано 02.11.2016

Wikimart.ru начал работу в феврале 2009 года. Продажи начались ближе к осени 2009 года, к декабрю 2009 количество зарегистрировавшихся на Wikimart.ru продавцов достигло 1,5 тысячи.
В конце 2009 года к инвесторам Wikimart присоединился крупный международный фонд Tiger Global Management, который вложил в проект около 5 миллионов долларов.
К весне 2011 года инвестиции фонда в проект составили уже 12 миллионов долларов. В марте 2012 года вместе с партнерами фонд вложил ещё $30 млн. Сейчас доли акционеров Wikimart распределились следующим образом: порядка 55 % акций — у Tiger Global, 23 % — у сооснователей Максима Фалдина и Камиля Курмакаева, 15 % — у неназванного инвестора, ещё 7 % акций принадлежат бизнес-ангелам и являются частью опционной программы, в которой участвуют 50 сотрудников Wikimart.
Свой вклад в Wikimart также внесли основатель проекта по онлайн-торговле билетами Stubhub Джефф Флер, вице-президент Facebook Чамас Пелихапития и ряд частных инвесторов.
В совет директоров Wikimart вошли генеральный директор Tiger Global Management Ли Фиксел, экс-глава компании Skype Майкл Ван Свай, отвечавший также за развитие eBay в Европе, директор по инновациям социальной сети Linkedin Ди Джей Патил.
Оборот компании в декабре 2009 года был на уровне $100 тыс., в декабре 2010 он достиг $2,5 млн. По итогам 2011 года выручка компании «Викимарт» оценивалась уже в $90 млн. — онлайн торговый центр занял 13 место в рейтинге интернет-компаний, которые больше всего заработали в 2011 году по версии Forbes. В 2013-м оборот Wikimart составил $130 млн.
Посещаемость Wikimart.ru в июле 2009 года составляла 5 000 каждый день, а в июне 2010 года — 30 тысяч каждый день, в марте 2012 года этот показатель держится на уровне 200 тысяч посетителей в день.
Количество сотрудников составляло примерно 400 человек в 2012 году.
Помимо небольших магазинов, на онлайн торговом центре «Викимарт» размещают свои товары крупные продавцы, как, например, «Детский мир». Также присутствуют товары таких крупных игроков, как: «Sapato.ru», «Lamoda», «Meijin», «Ситилинк», «Онлайн трейд», «Мир220 вольт», «Эльдорадо», «Braun-mall», «BUY FIT», «Лига Звука», OzonSport. В марте 2012 года к сервису подключился продуктовый ритейлер «Утконос».
Викимарт является членом Ассоциации компаний розничной торговли (АКОРТ).
Викимарт являлся членом Ассоциации компаний интернет-торговли (АКИТ). Сооснователь компании Викимарт, Максим Фалдин, занимал должность Председателя Комитета по стандартизации в данной ассоциации до 30 июля 2013 года. В сентябре 2013 г. компания вышла из ассоциации из-за идеологических разногласий. Фалдин объяснил выход компании из АКИТ, в первую очередь, несогласием с борьбой ее участников против параллельного импорта.
Компания Wikimart является инициатором проведения первого российского Киберпонедельника.
За 2009—2012 годы американский хедж-фонд Tiger Global Management вложил в Wikimart $30 млн, однако после введения антироссийских санкций ЕС и США отказался докапитализировать проект, который испытывал серьёзные проблемы с оборотными средствами и терпел убытки (1,1 млрд руб. в 2015, 750,6 млн руб. в 2016).
В 2014 году контрагенты ООО «Викимарт» стали подавать иски о взыскании задолженности. Согласно картотеке арбитражного суда в 2014 году было подано 28 исков, в 2015 — 18 исков, в 2016 — 87 исков, в 2017 — 52 иска, в 2018 — 11 исков.
В 2015 году Андрей Кленин сменил в руководстве Wikimart предыдущего руководителя Максима Фалдина.

15 декабря 2016 Максим Фалдин на своей странице в Facebook заявил, что интернет-магазин фактически больше не существует, а все его активы разворованы: 
20 месяцев моего отсутствия позволили «профессиональным» топ-менеджерам на деньги «богатых» олигархов уничтожить компанию
В конце 2016 года в отраслевых СМИ начали появляться сообщения о закрытии офисов и складов проекта и вероятном банкротстве. В 2017 году компания получила множество исков общей суммой чуть менее 3 млрд рублей и закрыла сайт.
Осенью 2017 года следователи арестовали бывшего председателя правления обанкротившегося «Айманибанка» Игоря Волчихина: его обвинили в предоставлении в мае-июне 2016 года заведомо невозвратного кредита 124 млн руб. ООО «Викимарт». После краха банка компания перестала обслуживать кредит. По этому делу был арестован гендиректор «Викимарта» Андрей Кленин. В декабре 2018 года Волчихин признан судом виновным в выдаче заведомо невозвратного кредита интернет-ритейлеру ООО «Викимарт» на сумму 124 млн руб. Бывший генеральный директор ООО «Викимарт» Андрей Кленин по ходатайству ГСУ СКР был арестован и обвинен в пособничестве в растрате. В марте 2020 г. суд приговорил Кленина к трем годам условно по обвинению в пособничестве в растрате.
По мнению Игоря Ашманова:
Они изначально построили Викимарт как пирамиду, пожирающую деньги инвесторов, упорно наращивающую обороты при глубокой убыточности каждой транзакции. Под обороты и аудиторию брались следующие раунды. Всё по мануалу Кремниевой долины.
Викимарт — это пирамида, в этом бизнес-модель. Они наращивали оборот, причём заведомо убыточный, минус на каждой транзакции, потом показывали его рост инвесторам, брали очередной раунд. Они в принципе не заботились о прибыльности транзакции, печатали убытки всегда — такова модель.